# The Gherkin
The Gherkin (svenska: Gurkan) är ett kontorshöghus i Londons finansdistrikt ("City") som officiellt benämns 30 St Mary Axe.

## Byggnaden
The Gherkin är nästan 180 meter högt och består av 41 våningar ovan jord (och en våning under mark), vilket gör byggnaden till Londons nionde högsta hus. Den uppfördes av Skanska 2002–04 för Swiss Re, som senare har sålt fastigheten men fortfarande har kontor i den. Norman Foster (Foster and Partners) är dess huvudarkitekt och Arup konstruktör.
Högst upp ligger en privat bar med 360° panoramavy över London. 
Husets dominerande hyresgäst är Swiss Re, ett världsomspännande återförsäkringsföretag, vilket ursprungligen lät bygga huset som huvudkontor med sin Londonledda verksamhet. Huset har därför också kallats för Swiss Re Tower.

### Formspråk och koncept
Foster and Partners har ritat en byggnad med tydlig konform för att minska ogynnsamma vindar kring Gurkan. I byggnaden används avancerad teknik för att spara energi, vilket anses ha minskat energiåtgången med hälften i jämförelse med ett motsvarande höghus med konventionell teknik. Detta åstadkoms bland annat av sex glasklädda ventilationsschakt, som dock bryts av stoppanordningar var sjätte våning av brandskäl. Dessa inre skorstenar för ut varm luft ur huset sommartid och värmer huset vintertid genom tillvaratagande av solvärme. Schakten tillåter också solljus att strömma tvärs genom huset, vilket ger mer angenäm rumskänsla och minskar behovet av artificiellt ljus.

### Konstruktion
Byggnaden bär dels via en centralt belägen kärna innehållande trappor, hissar och serviceschakt, och dels via det karaktäristiska rutmönstret i fasad. Respektive våningsplan fungerar som en länk mellan dessa två stomsystem och stabiliserar konstruktionen i sidled.

### Hissar
Upp till 34:e våningen går vanliga hängande hissar. Därefter betjänas resterande sex våningar av hissar som höjs upp nedifrån eftersom det i den översta våningen saknas utrymme för hissmaskinrum.

## Trivia
I december 2005 röstades Gurkan fram som den högst ansedda nykonstruerade byggnaden i världen i en opinionsundersökning bland världens största arkitektfirmor, publicerad i 2006 BD World Architecture 200.
Å andra sidan nominerades Gurkan I juni 2006 som en av Londons fem fulaste byggnader (plats nr fyra) av BBC London News tittare.
I februari 2007 sålde Swiss Re byggnaden till ett konsortium av ett tyskt fastighetsföretag och ett brittiskt investmentföretag för 600 miljoner GBP (ca 9 miljarder SEK).

## Galleri

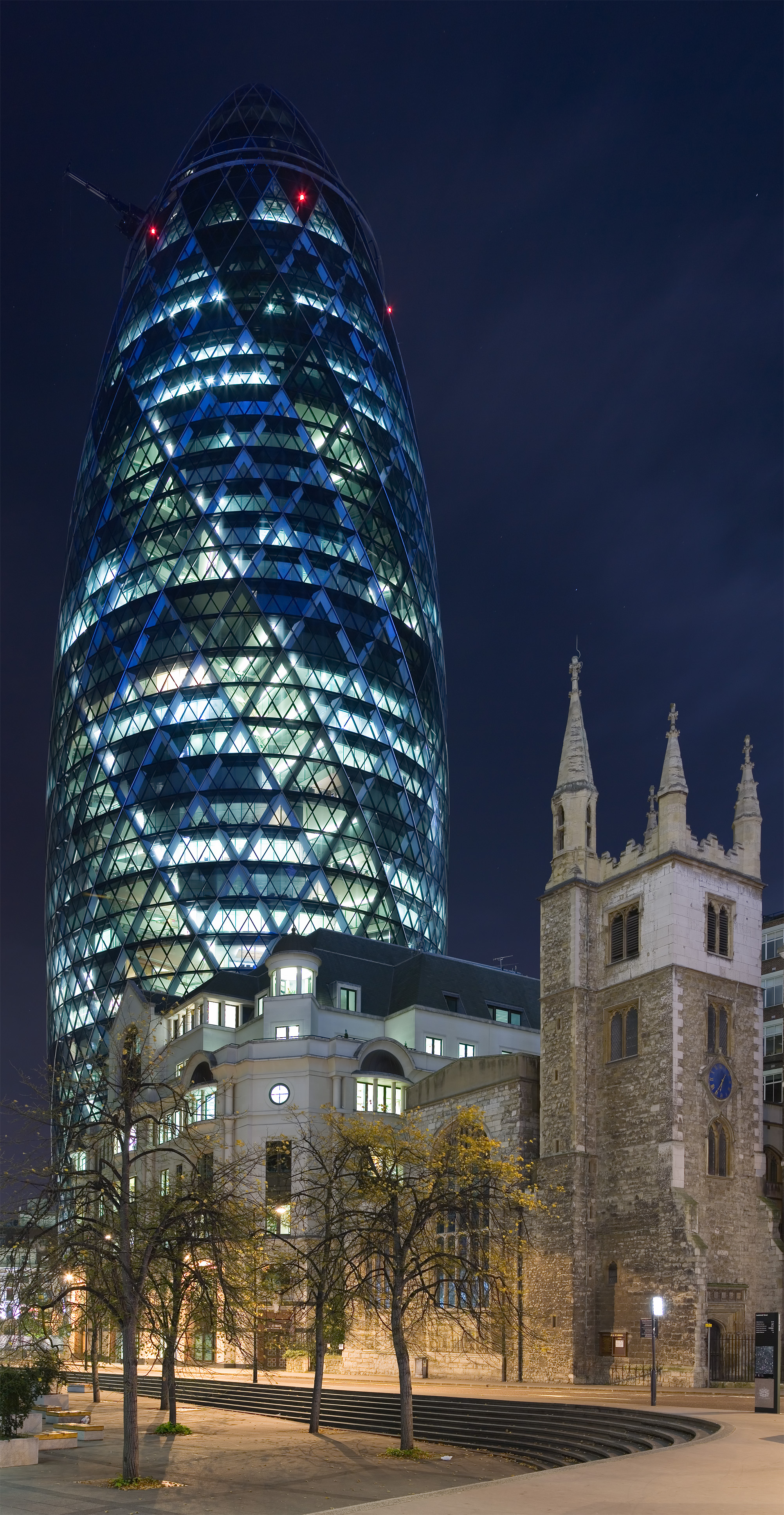
30 The Gherkin reser sig över närliggande bebyggelse, som exempelvis St Helen's Bishopsgate (höger)
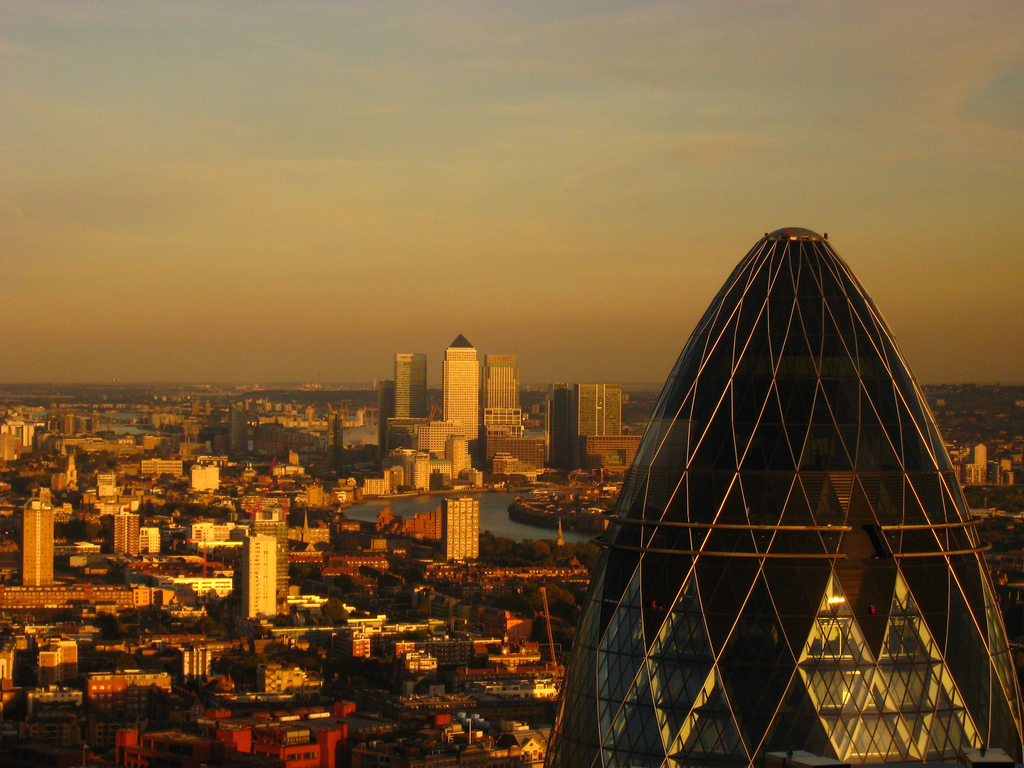
Övre delen av byggnaden med skyskraporna i Canary Wharf i bakgrunden